# クレマン・ミシュラン
クレマン・ジェローム・ミシュラン（フランス語: Clément Jérôme Michelin、1997年5月11日 - ）は、フランスのサッカー選手。ポジションはDF。

## クラブ歴
トゥールーズFCの下部組織出身で2016年9月20日のリーグ・アンでイシアガ・シラに代わって投入されて選手初出場を記録した。
2018年8月にリーグ・ドゥのACアジャクシオに期限付き移籍した。
2019年6月11日に3年契約でリーグ・アンのRCランスに完全移籍した。
2021年8月5日に4年契約でギリシャ・スーパーリーグのAEKアテネFCに完全移籍した。
2022年9月1日にリーグ・ドゥのFCジロンダン・ボルドーに1シーズンの期限付き移籍をした。

## 代表歴
U-17からの各年代で代表経歴があり、UEFA U-19欧州選手権2016、2017 FIFA U-20ワールドカップ、第46回トゥーロン国際大会、東京オリンピックに参加した。